# 白果镇 (衡山县)
白果镇 是湖南省衡山县北部后山片区的中心城镇,后山地区的经济、文化、交通中心，历史上也是衡山县北部的政治中心，被称衡山县第二县城。涓水从镇区穿过，建设中的潭衡西线高速公路，将在该镇设立白果互通。
2015年11月18日，白果镇、长青乡成建制合并设立白果镇。

## 行政区划
白果镇现辖：
楚南桥社区、子务江村、将军村、白玉村、十里村、湿田村、同心村、桐梓村、国光村、和平村、棠兴村、五一村、瓦子河村、瓦铺村、高山村、皆乐村、建筑村、新民村、树枫村、岳北村、绍庄村、涓水村、联星村、白果村、湘铺村和紫楼村。